# احمد مصیلحی
احمد مصیلحی (انگلیسی: Ahmed Mesilhy؛ زادهٔ ۲۵ نوامبر ۱۹۹۴) بازیکن هندبال اهل مصر است.